# Glaphyra (Herodiaanse dynastie)

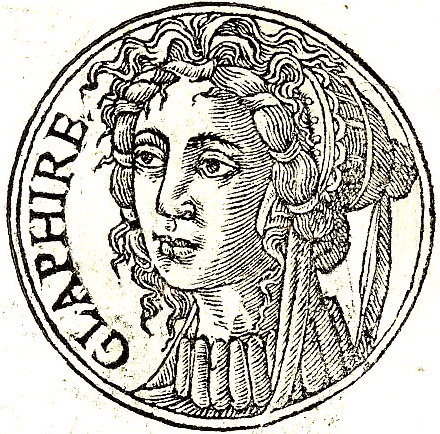
Fictieve afbeelding van Glaphyra door Guillaume Rouillé (Promptuarii Iconum Insigniorum, 1553)

Glaphyra was de dochter van koning Archelaüs van Cappadocië. Zij is vernoemd naar haar grootmoeder (de moeder van haar vader). Zij is vooral bekend geworden vanwege haar huwelijken, met name die binnen de Herodiaanse dynastie.

## Huwelijk met Alexander
Glaphyra werd door haar vader uitgehuwelijkt aan Alexander, een zoon van Herodes de Grote bij de Hasmonese prinses Mariamne (plm. 18 v.Chr.). Alexander was, samen met zijn broer Aristobulus, de beoogd opvolger van Herodes. Tijdens Alexanders leven bekleedde Glaphyra een belangrijke positie aan het hof van Herodes. Zij had volgens Flavius Josephus deze hoge positie zowel te danken aan haar afkomst als aan haar schoonheid. Zij stond echter op gespannen voet met Salomé, de zuster van Herodes de Grote. Haar dochter Berenice was getrouwd met Aristobulus, maar Glaphyra keek op haar neer omdat zij van lagere komaf was. Bovendien waren er spanningen tussen Salomé enerzijds en Alexander en Aristobulus anderzijds, vanwege hun populariteit bij de Joden, waardoor Salomé zich in haar positie bedreigd zag. De spanningen aan het hof resulteerden er uiteindelijk in dat Herodes Alexander en Aristobulus ter dood liet brengen op verdenking dat zij een complot tegen hem beraamden (7 v.Chr.). Glaphyra is haar man tot het einde toe blijven steunen. Na Alexanders dood gaf Herodes Glaphyra haar bruidsschat terug, waarop Glaphyra terugkeerde naar haar vader in Cappadocië.

## Huwelijk met Juba II
Na de dood van Alexander trouwde Glaphyra met Juba II, de koning van Numidië en weduwnaar van Cleopatra Selena II. Vermoedelijk werd het huwelijk gesloten in 5 of 6 na Chr. (Cleopatra Selena overleed vermoedelijk in 5 na Chr.). Uit deze periode is een inscriptie uit Athene bekend, die melding maakt van 'Koningin Glaphyra, dochter van Archelaüs en vrouw van Juba'. Het huwelijk heeft slechts zeer kort standgehouden en liep uit op een echtscheiding.

## Huwelijk met Herodes Archelaüs
Vermoedelijk in 6 na Chr. trouwde Glaphyra voor de derde maal, nu met Herodes Archelaüs, die in die tijd koning van Judea was. Herodes Archelaüs scheidde om haar van zijn eerste vrouw Mariamne. Onder Joden riep het huwelijk veel verzet op. Enerzijds omdat beide echtgenoten vanwege dit huwelijk van hun eerdere huwelijkspartner waren gescheiden. Bovenal echter omdat Herodes Archelaüs de halfbroer was van Glaphyra's eerste man Alexander. In de ogen van veel Joden was het huwelijk daarom in strijd met de Thora en de Joodse tradities. Flavius Josephus suggereert dat Eleazar ben Boëthus in die tijd nog hogepriester was en zich tegen het huwelijk keerde. Als dit inderdaad het geval was, vormde Eleazars oppositie voor Herodes Archelaüs de aanleiding hem uit zijn ambt te ontheffen en Jezus ben Seë in zijn plaats te benoemen.
Glaphyra was nog maar kort met Archelaüs getrouwd toen zij onverwachts overleed.

## Nakomelingen
Bij Alexander kreeg Glaphyra drie kinderen: Tigranes, Alexander en nog een kind van wie de naam niet bekend is. Haar zoon Tigranes V regeerde korte tijd over Armenië. Van 60 tot 62 was een zoon van Alexander (dus een kleinzoon van Glaphyra), Tigranes VI koning van Armenië. Zijn zoon, Alexander genaamd, was onder Vespasianus koning van Cilicië.
Bij Juba en Herodes Archelaüs kreeg Glaphyra geen kinderen.